# Pozdní Liang
Říše Pozdní Liang (čínsky v českém přepisu Chou Liang, pchin-jinem Hòu Liáng, znaky zjednodušené 后梁, tradiční 後梁) byl jeden ze států, které se vystřídaly v severní Číně po pádu říše Tchang, v období Pěti dynastií a deseti říší. Založil ji roku 907 Ču Wen, vojevůdce fakticky kontrolující vládu říše Tchang; ovládal většinu severní Číny, Šan-si však ovládala šatoská knížata Li Kche-jung a poté Li Cchun-sü, okolí Pekingu Liou Šou-kuang a Li Mao-čen vládl samostatně v Šen-si. Říše Pozdní Liang zanikla roku 923, kdy Li Cchun-sü po několikaleté válce ovládl severní Čínu a prohlásil se císařem říše (Pozdní) Tchang.

## Historie
Ke konci říše Tchang autorita její vlády klesala a povstání Chuang Čchaoa v letech 874–884 ještě více oslabilo moc ústředních úřadů. V následujících desetiletích regionální vojenští guvernéři ťie-tu-š’ spravovali svěřená území prakticky nezávisle. Osobu císaře a ústřední úřady mezitím ovládl Ču Wen, bývalý Chuang Čchaoův generál, který v závěru jeho povstání přešel na tchangskou stranu, hrál klíčovou roli v porážce povstalců a během let se stal nejvlivnějším mužem severní Číny. Roku 904 donutil císaře Čao-cunga k přesunu hlavního města do Luo-jangu, kde ho mohl snadněji kontrolovat ze své základny v Kchaj-fengu a o několik měsíců později ho popravil. Novým císařem jmenoval dvanáctiletého Aj-tiho. O tři roky později Aj-tiho donutil k abdikaci a sám se stal císařem říše Liang. Historikové ji pro odlišení od stejnojmenných předchůdců odlišili přívlastkem „Pozdní“, nazývá se tedy Pozdní Liang. Ču Wen vládl do roku 912, kdy ho v obavě o svůj život zabil syn Ču Jou-kuej. Toho následující rok svrhl a zabil jiný Ču Wenův syn Ču Jou-čen.
Na jihu Číny se v reakci na Čou Wenův převrat vesměs tamní ťie-tu-š’ osamostatnili i formálně jako císařové nebo králové a založili státy Rané Šu, Jižní Chan, Wu a Wu-jüe. Faktickou samostatnost si udržovaly i ty země, které liangské panovníky formálně uznávaly, jako Čchu a Min.
V severní Číně nesmiřitelný postoj vůči liangské vládě zaujali zejména šatoská knížata Li Kche-jung († 908) a jeho syn Li Cchun-sü, ovládající Šan-si, a Liou Šou-kuang v Jou-čou (Pekingu), od roku 911 císař říše Jen. V nastalé válce zvítězili Šatoové Li Cchun-süa, kteří roku 915 dobyli Jen a roku 923 obnovili říši Tchang s Li Cchun-süem na císařském trůnu (pro odlišení od svého vzoru získala od historiků označení Pozdní Tchang). Téhož roku zlikvidovali říši Liang. Tchangskému císaři se poté podřídila celá severní Čína, roku 925 dobyl i stát Rané Šu v S’-čchuanu.

## Císařové
| Jméno                                | Jméno                                            | Jméno                                                                    | Narození úmrtí | Vláda   | Éra vlády                                                                    |
| chrámové                             | posmrtné                                         | příjmení a osobní jméno                                                  | Narození úmrtí | Vláda   | Éra vlády                                                                    |
| ------------------------------------ | ------------------------------------------------ | ------------------------------------------------------------------------ | -------------- | ------- | ---------------------------------------------------------------------------- |
| Tchaj-cu (太祖)                      | Šen-wu jüan-šeng siao chuang-ti (神武元聖孝皇帝) | Ču Wen (劉知遠) Ču Čchüan-čung (朱全忠, od 882) Ču Chuang (朱晃, od 907) | 852–912        | 907–912 | Kchaj-pching (開平, 907–910) Čchien-chua (乾化, 911–912)                     |
|                                      |                                                  | Ču Jou-kuej (朱友珪)                                                     | asi 888 – 913  | 912–913 | Feng-li (鳳曆, 913)                                                          |
|                                      |                                                  | Ču Jou-čen (朱友貞) Ču Chuang (朱鍠, od 913) Ču Čen (朱瑱, od 915)       | 888–923        | 913–923 | Čchien-chua (乾化, 913–914) Čen-ming (貞明, 915–920) Lung-te (龍德, 921–923) |
| Nazýván Poslední císař (末帝, Mo-ti) |                                                  |                                                                          | 888–923        | 913–923 | Čchien-chua (乾化, 913–914) Čen-ming (貞明, 915–920) Lung-te (龍德, 921–923) |